# معبد هونکوکو
معبد هونکوکو (به ژاپنی: 本圀寺 ほんこくじ) معبد آیین بودایی فرقه نیچیرن در شهر کیوتو، استان کیوتو، در ژاپن است. این معابد در سال ۱۲۵۳ احداث شده‌است.

## حادثه معبد هونکوکو
به حمله سه ژنرال میوشی (ایواناری تومومیچی، میوشی ناگایاسو و میوشی سوی) به مقر شوگون پانزدهم آشیکاگا یوشی‌آکی در معبد هونکوکو در کیوتو در ۳۱ ژانویه ۱۵۶۹ اشاره دارد.